# Haerent animo

Wappen Papst Pius’ X.

Haerent animo ist ein Apostolisches Schreiben von Papst Pius X., in dem er am 4. August 1908, anlässlich seines goldenen Priesterjubiläums, über die „Heiligkeit des Priesters“ schreibt.
Der Papst erklärt und erteilt wichtige Ermahnungen (Exhortationes) an die Kleriker. Er zeigt darin im Einzelnen, welche Mittel die für ein ersprießliches Wirken unerlässliche Verinnerlichung des priesterlichen Lebens zu fördern und zu gewährleisten imstande sind. Leitgedanke ist, dass mit Beharrlichkeit und Tatkraft Christus, in denen gebildet werden müsse, die ordnungsmäßig dazu bestimmt sind, Christum in den Anderen zu gestalten.
Die Priester sollen nach einem frommen und heiligen Wandel streben, Gebet und Betrachtung pflegen, fromme Lesung betreiben, häufig ihr Gewissen erforschen, Exerzitien und monatliche Übungen machen und sich zu Vereinen zusammenschließen. Hier sollen die Mitglieder Unterstützung erfahren, feindliche Angriffe abwehren und die Studien und seelsorglichen Aufgaben fordern. Neben dem Streben nach Heiligkeit (nicht nach Machtpositionen!) ist auch eine gründliche theologische Ausbildung gefordert. Der Grundsatz lautet:

„Ein heiliger Priester macht das Volk heilig, ein unheiliger Priester ist nicht nur nutzlos, sondern schädlich für die Welt.“

## Textausgaben
- ACTA ROMANI PONTIFICIS: EXHORTATIO AD CLERUM CATHOLICUM D. N. Pii div. prov. Papae X in quinquagesimo natali sacerdotii sui. PIUS PP. X ... »Haerent animo«. In: Acta Sanctae Sedis XLI. Jg. (1908), pp. 555–577. [amtlicher lateinischer Text]
- Mahnwort Papst Pius’ X. an den katholischen Klerus vom 4. August 1909 HAERENT ANIMO. In: Heilslehre der Kirche. Dokumente von Pius IX. bis Pius XII. Deutsche Ausgabe des französischen Originals von P[aul] Cattin O.P. und H[umbert]-Th[omas] Conus O.P. besorgt von Anton Rohrbasser. Paulusverlag, Freiburg/Schw. 1953, S. 773–799, Randnummern 1182–1216. [Gesamttext in deutscher Übersetzung]